# Lori Henry
Lori Ann Henry (* 20. März 1966 in Wilmington, North Carolina) ist eine ehemalige US-amerikanische Fußballspielerin.

## Karriere

### College
In ihrer Zeit an der University of North Carolina at Chapel Hill spielte sie von 1985 bis 1991 für die Tar Heels. In ihren vier Jahren hier gewann sie mit ihrem Team drei aufeinanderfolgende NCAA Championships. Sie wurde mehrfach in All-Star-Teams aufgenommen.

### Nationalmannschaft
Bei der US-amerikanischen Nationalmannschaft hatte sie ab dem Jahr 1985 erste Einsätze und gehörte damit zu den ersten Spielerinnen, die jemals für diese Auswahl spielten. In dieser Zeit war sie auch drei Jahre als Kapitänin der Mannschaft auf dem Feld. Schlussendlich wurde sie dann auch in den Kader bei der Weltmeisterschaft 1991 berufen. Hier spielte sie erstmals in dem Turnier im letzten Gruppenspiel gegen Japan und stand hier auch gleich in der Startelf, in welcher sie komplett durchspielte. Danach kam sie auch im Viertelfinale gegen Taiwan als Einwechselspielerin zur 57. Minute für Carla Overbeck eingewechselt ins Spiel. Am Ende gewann sie mit ihrem Team dann den ersten offiziellen Weltmeistertitel.